# Oxyopsis obtusa
Oxyopsis obtusa es una especie de mantis de la familia Mantidae.

## Distribución geográfica
Se encuentra en Brasil.